# بيلهام
بيلهام (بالإنجليزية: Pelham, Georgia)‏ هي مدينة تقع في مقاطعة ميتشل، جورجيا بولاية جورجيا في الولايات المتحدة. تبلغ مساحة هذه المدينة 10.5 (كم²)، وترتفع عن سطح البحر 110 م، بلغ عدد سكانها 3898 نسمة في عام 2010 حسب إحصاء مكتب تعداد الولايات المتحدة.

## أعلام
- دوني كوشران
- دون غريفين

## وصلات خارجية
- Cities & Counties - Georgia.gov